# Best of Both Worlds Concert
Hannah Montana & Miley Cyrus: Best of Both Worlds Concert – pierwszy album koncertowy Hannah Montany i Miley Cyrus, zawierający wykonania utworów z filmu Hannah Montana & Miley Cyrus: Best of Both Worlds Concert. Wydany został 11 marca 2008 roku przez Walt Disney Records. Album zawiera piosenki z Hannah Montana i Hannah Montana 2: Meet Miley Cyrus, które kolejno, są ścieżkami dźwiękowymi z pierwszego i drugiego sezonu sitcomu Hannah Montana. Wszystkie czternaście piosenek wykonywane są przez Cyrus, ale pierwsze siedem przypisanych jest jej alter ego, Montanie. Wydawnictwo było nagrywane 26 i 27 października 2007 roku w Salt Lake City, w stanie Utah, podczas Best of Both Worlds Tour.

## Lista utworów
| Best of Both Worlds Concert – CD | Best of Both Worlds Concert – CD                                     | Best of Both Worlds Concert – CD |
| Nr                               | Tytuł utworu                                                         | Długość                          |
| -------------------------------- | -------------------------------------------------------------------- | -------------------------------- |
| 1.                               | „Rock Star” (w wykonaniu Hannah Montany)                             | 3:35                             |
| 2.                               | „Life’s What You Make It” (w wykonaniu Hannah Montany)               | 3:14                             |
| 3.                               | „Just Like You” (w wykonaniu Hannah Montany)                         | 3:21                             |
| 4.                               | „Nobody’s Perfect” (w wykonaniu Hannah Montany)                      | 3:33                             |
| 5.                               | „Pumpin’ Up the Party” (w wykonaniu Hannah Montany)                  | 3:11                             |
| 6.                               | „I Got Nerve” (w wykonaniu Hannah Montany)                           | 3:10                             |
| 7.                               | „We Got the Party” (w wykonaniu Hannah Montany i Jonas Brothers)     | 4:18                             |
| 8.                               | „Start All Over” (w wykonaniu Miley Cyrus)                           | 4:40                             |
| 9.                               | „Good and Broken” (w wykonaniu Miley Cyrus)                          | 2:57                             |
| 10.                              | „See You Again” (w wykonaniu Miley Cyrus)                            | 3:42                             |
| 11.                              | „Let's Dance” (w wykonaniu Miley Cyrus)                              | 3:27                             |
| 12.                              | „East Northumberland High” (w wykonaniu Miley Cyrus)                 | 3:52                             |
| 13.                              | „G.N.O. (Girl’s Night Out)” (w wykonaniu Miley Cyrus)                | 3:49                             |
| 14.                              | „The Best of Both Worlds” (w wykonaniu Miley Cyrus i Hannah Montany) | 3:27                             |
|                                  |                                                                      | 50:16                            |

| Best of Both Worlds Concert – DVD | Best of Both Worlds Concert – DVD           | Best of Both Worlds Concert – DVD |
| Nr                                | Tytuł utworu                                | Długość                           |
| --------------------------------- | ------------------------------------------- | --------------------------------- |
| 1.                                | „Rock Star” (Live from Salt Lake City)      | 3:30                              |
| 2.                                | „Start All Over” (Live from Salt Lake City) | 4:22                              |
| 3.                                | „Hangin' with the Rock Star on Tour”        | 7:45                              |
| 4.                                | „Photo Slideshow of Tour”                   | 3:07                              |
|                                   |                                             | 18:44                             |

## Notowania
| Notowania (2008)                  | Najwyższa pozycja |
| --------------------------------- | ----------------- |
| Australia (ARIA Charts)           | 16                |
| Austria (Ö3 Austria Top 40)       | 14                |
| Belgia (Ultratop Walonia)         | 100               |
| Francja (SNEP)                    | 192               |
| Hiszpania (PROMUSICAE)            | 46                |
| Irlandia (Albums Chart)           | 10                |
| Kanada (Canadian Albums Chart)    | 3                 |
| Meksyk (AMPROFON)                 | 71                |
| Niemcy (GfK Entertainment)        | 94                |
| Nowa Zelandia (Recorded Music NZ) | 27                |
| Stany Zjednoczone (Billboard 200) | 3                 |
| Szwajcaria (Alben Top 100)        | 54                |
| Wielka Brytania (OCC)             | 29                |